# Nazelles-Négron
 Nazelles-Négron  es una población y comuna francesa, en la región de  Centro, departamento de Indre y Loira, en el distrito de Tours y cantón de Amboise.

## Demografía
| 899 | 959 | 960 | 995 | 1 103 | 1 116 | 1 076 | 1 093 | 1 146 | 1 209 | 1 234 | 1 153 | 1 129 | 1 195 | 1 245 | 1 277 | 1 235 | 1 211 | 1 283 | 1 301 | 1 290 | 1 318 | 1 402 | 1 368 | 1 375 | 1 509 | 2045 | 2038 | 2920 | 3263 | 3547 | 3633 |
| Para los censos de 1962 a 1999 la población legal corresponde a la población sin duplicidades (Fuente: INSEE [Consultar]) |     |     |     |       |       |       |       |       |       |       |       |       |       |       |       |       |       |       |       |       |       |       |       |       |       |      |      |      |      |      |      |

Forma parte de la aglomeración urbana de Amboise.